# 미스 밍
미스 밍(프랑스어: Miss Ming, 1990년 11월 3일 ~ )은 프랑스의 배우, 가수이다.